# 尹振旭
尹振旭（韓語：윤진욱，1985年4月12日—），韓國男演員。

## 演出作品

### 電視劇
- 2014年：MBC every1《戀愛頻率37.2》
- 2014年：MBC《Drama Festival－怨女日記》飾演 夢龍
- 2014年：O`live《宥美的房間》飾演 具海俊

### 電影
- 2011年：《黑的島的秘密》

### MV
- 2011年：《Busker Busker》《Love, at first》

### 廣告
- 新韓金融
- 東洋證券
- 三星智能打印機
- 2009年：雜誌GQ style Germany 模特
- 2010年：巴黎 S/Slanvin專屬模特

## 獲獎
- 2009年：韓國觀光公司韓國代表性的人物
- 2010年：第五屆亞洲時尚模特兒

## 外部連結
- NAVER